# Werner Schuster (Sportler)
Werner Schuster (* 4. September 1969 in Hirschegg) ist ein ehemaliger österreichischer Skispringer und heutiger Skisprungtrainer und TV-Experte bei Eurosport. Er war von 2008 bis 2019 Bundestrainer der deutschen Skisprung-Nationalmannschaft.

## Werdegang

### Karriere als Skispringer
Der Vorarlberger Werner Schuster, Sohn des ebenfalls als Skispringer aktiven Willy Schuster, war von 1986 bis 1995 aktiver Skispringer. Er kam jedoch meistens über die zweitklassigen Wettkampfserien Europacup und Continental Cup nicht hinaus. In der Saison 1990/91 gewann er die im Europacup integrierte Schwarzwaldtournee und wurde darüber hinaus Zweiter in der Europacup-Gesamtwertung. Seine beste Platzierung im Weltcup war ein zweiter Platz beim Springen in Sapporo im Dezember 1987. Zudem hält er seit 1994, zusammen mit seinem Kollegen Matthias Wallner, den wohl ewigen Schanzenrekord von 158,0 Metern auf der Copper Peak, der weltweit kleinsten Skiflugschanze, die nach diesem Springen stillgelegt wurde. Noch während seiner aktiven Laufbahn begann er an der Universität Innsbruck ein Studium in Sport und Psychologie (Abschluss 2001 mit der Diplomarbeit „Sportartgerichtetes Vielseitigkeitstraining als Leitprinzip für die koordinativ-technische Ausbildung im Skispringen“).

### Karriere als Skisprungtrainer
Nach Beendigung seiner aktiven Laufbahn ließ er sich in Innsbruck zum Skisprung-Trainer ausbilden. Ab 1998 arbeitete er als Trainer am Skigymnasium in Stams. 2007 wurde er Cheftrainer der Schweizer Nationalmannschaft. Im März 2008 wurde er als Nachfolger von Peter Rohwein zum Trainer der deutschen Nationalmannschaft ernannt. Mit dem Wechsel zu Schuster leitete der DSV einen fundamentalen Wandel ein. Als Schuster antrat, stand kein DSV-Athlet unter den besten 15 des Gesamtweltcups. Gemeinsam mit dem Sportlichen Leiter Horst Hüttel nahm Schuster langfristig angelegte strukturelle Veränderungen vor. Die ersten sportlichen Erfolge ließen sich bereits bei den Nordischen Skiweltmeisterschaften 2009 in Liberec vorweisen, als Martin Schmitt die Silbermedaille von der Großschanze gewann. Während es zwar schwer ist, die Leistungen eines einzigen Sportlers auf den Bundestrainer zurückzuführen, spiegeln vor allem die Erfolge des deutschen Teams als Ganzes die Arbeit Schusters wider. So feierte er bei den Olympischen Winterspielen in Sotschi mit dem Gewinn der Goldmedaille im Teamspringen seinen größten Erfolg als Trainer. Der Sieg der Nationenwertung des Weltcups 2014/15 ist ebenso hoch zu bewerten, sollte es erst das zweite Mal nach der Saison 2001/02 gewesen sein, dass dies Deutschland gelang. Schließlich belegte das deutsche Team bei den Nordischen Skiweltmeisterschaften 2019 in Seefeld den ersten Platz und holte damit den ersten Team-Weltmeistertitel unter Schusters Leitung. Insgesamt ersprang Deutschland seit 2009 zehn Team-Weltcup-Siege.
Darüber hinaus gelang es Schuster und seinem Trainerstab, einzelne Sportler zu Weltklasse-Athleten zu formen. Als Trainer von Severin Freund, Andreas Wellinger, Richard Freitag und Markus Eisenbichler betreute er Skispringer, die unter seiner Ägide große Titel gewannen, beziehungsweise auf das Podest des Gesamtweltcups springen konnten. In Erinnerung bleiben die Nordischen Skiweltmeisterschaften in Falun, wo Freund als erster Deutscher nach 15 Jahren wieder Einzelgold gewann. Diesen Erfolg kommentierte Schuster mit dem Satz: „Ich hätte nie gedacht, dass ich einmal einen Weltmeister abwinken darf.“ Seine 2008 begonnene Tätigkeit als Bundestrainer für das deutsche Skisprungteam beendete er am 24. März 2019, Nachfolger wurde Stefan Horngacher.
Im Mai 2019 gab Schuster bekannt, ab der Vorbereitung der Saison 2019/20 wieder als persönlicher Trainer für Gregor Schlierenzauer tätig zu werden. Seit 2020 ist er darüber hinaus wieder Trainer am Schigymnasium Stams und ist dabei für das Hochleistungstraining sowie die praktische Schiausbildung im Sprunglauf zuständig. Im April 2023 gab der DSV bekannt, dass Schuster ab Sommer 2023 in der Nachwuchsförderung tätig sein soll.

### Weitere Tätigkeiten
Mitte November 2020 gab der TV-Sender Eurosport bekannt, dass Schuster ab der Saison 2020/21 bei Großereignissen wie der Vierschanzentournee oder Skiweltmeisterschaften als Co-Kommentator zusammen mit Matthias Bielek bzw. Gerhard Leinauer an der Seite von Martin Schmitt fungieren wird. Inzwischen ist er neben Leinauer regulärer Co-Kommentator für den Weltcup und weitere Veranstaltungen.

## Privates
Schuster ist verheiratet und hat zwei Kinder: Sein erstgeborener Sohn Jonas debütierte 2023 im Weltcup, sein jüngerer Sohn Jannik (* 2006) ist Fußballspieler.

## Erfolge

### Europacup-Siege im Einzel
| Nr. | Datum        | Ort              | Typ   |
| --- | ------------ | ---------------- | ----- |
| 1.  | 2. März 1991 | Titisee-Neustadt | K-110 |
| 2.  | 3. März 1991 | Schönwald        | K-85  |

### Continental-Cup-Siege im Einzel
| Nr. | Datum        | Ort     | Typ  |
| --- | ------------ | ------- | ---- |
| 1.  | 6. März 1994 | Calgary | K-89 |

## Statistik

### Weltcup-Platzierungen
| Saison  | Platz | Punkte |
| ------- | ----- | ------ |
| 1987/88 | 26.   | 030    |
| 1988/89 | 57.   | 006    |
| 1990/91 | 43.   | 010    |
| 1991/92 | 48.   | 004    |
| 1992/93 | 54.   | 002    |
| 1993/94 | 52.   | 047    |
| 1994/95 | 93.   | 001    |

### Schanzenrekorde
| Ort                    | Land               | Weite               | aufgestellt     | Rekord bis       |
| ---------------------- | ------------------ | ------------------- | --------------- | ---------------- |
| Garmisch-Partenkirchen | Deutschland        | 82,5 m (HS: 89 m)   | 1987            | aktuell          |
| Iron Mountain          | Vereinigte Staaten | 122,0 m (HS: 130 m) | 1991            | 18. Februar 1996 |
| Ironwood               | Vereinigte Staaten | 158,0 m (HS: 180 m) | 23. Januar 1994 | aktuell          |